# Linea verde Italia
Linea verde Italia è un programma televisivo italiano, spin-off di Linea verde che racconta il territorio italiano, l'agricoltura, la biodiversità, la sostenibilità, l'innovazione e le eccellenze agroalimentari, che va in onda su Rai 1 ogni sabato alle 12:30.

## Il programma
La trasmissione racconta e fa conoscere le bellezze paesaggistiche dell’Italia soprattutto nelle città che ruotano intorno oltre all'agricoltura, anche la biodiversità, la sostenibilità, l'innovazione, le tradizioni, la ricettività rurale dell'agriturismo, la salvaguardia ambientale e i prodotti tipici.
Nel corso degli anni il programma ha cambiato più volte nome: iniziato nel 2016 come Linea verde - L'agricoltura in città, nel 2017 diventa Linea verde va in città, mentre dalla stagione 2019 è diventata Linea verde Life. Fino al 2023 era condotto da Marcello Masi e Daniela Ferolla con la collaborazione di Federica De Denaro e di Carmine Gazzanni.
Da settembre 2023, le nuove conduttrici sono Elisa Isoardi e Monica Caradonna, in sostituzione di Daniela Ferolla, passata a condurre Unomattina insieme a Massimiliano Ossini, e a Marcello Masi passato a condurre La seconda vita. Il paradiso può attendere su Rai 3.
L'edizione del 2024 vede la riconferma di Elisa Isoardi e Monica Caradonna alla conduzione. Unica novità è il cambio del titolo: la trasmissione è diventata Linea Verde Italia.

## Edizioni
| Edizione | Titolo                               | Conduzione         | Conduzione       | Presenza fissa     | Periodo           | Periodo        | Puntata |
| Edizione | Titolo                               | Conduzione         | Conduzione       | Presenza fissa     | Inizio            | Fine           | Puntata |
| -------- | ------------------------------------ | ------------------ | ---------------- | ------------------ | ----------------- | -------------- | ------- |
| 1ª       | Linea verde - L'agricoltura in città | Chiara Giallonardo | Marcello Masi    | Federica De Denaro | 1º ottobre 2016   | 3 giugno 2017  | 33      |
| 2ª       | Linea verde va in città              | Chiara Giallonardo | Marcello Masi    | Federica De Denaro | 9 settembre 2017  | 10 giugno 2018 | 39      |
| 3ª       | Linea verde Life                     | Chiara Giallonardo | Marcello Masi    | Federica De Denaro | 22 settembre 2018 | 8 giugno 2019  | 37      |
| 4ª       | Linea verde Life                     | Daniela Ferolla    | Marcello Masi    | Federica De Denaro | 14 settembre 2019 | 27 giugno 2020 | 40      |
| 5ª       | Linea verde Life                     | Daniela Ferolla    | Marcello Masi    | Federica De Denaro | 19 settembre 2020 | 3 luglio 2021  | 38      |
| 6ª       | Linea verde Life                     | Daniela Ferolla    | Marcello Masi    | Federica De Denaro | 18 settembre 2021 | 25 giugno 2022 | 36      |
| 7ª       | Linea verde Life                     | Daniela Ferolla    | Marcello Masi    | Federica De Denaro | 24 settembre 2022 | 24 giugno 2023 | 39      |
| 8ª       | Linea verde Life                     | Elisa Isoardi      | Monica Caradonna | Non presente       | 16 settembre 2023 | 1º giugno 2024 | 37      |
| 9ª       | Linea verde Italia                   | Elisa Isoardi      | Monica Caradonna | Non presente       | 14 settembre 2024 | 7 giugno 2025  | 36      |
| 10ª      | Linea verde Italia                   | Tinto              | Monica Caradonna | Non presente       | 13 settembre 2025 | giugno 2026    |         |

## Audience
| Edizione | Rete televisiva | Anno      | Programmazione | Programmazione | Programmazione | Programmazione | Programmazione | Programmazione | Programmazione | Telespettatori | Share |
| Edizione | Rete televisiva | Anno      | L              | M              | M              | G              | V              | S              | D              | Telespettatori | Share |
| -------- | --------------- | --------- | -------------- | -------------- | -------------- | -------------- | -------------- | -------------- | -------------- | -------------- | ----- |
| 1ª       | Rai 1           | 2016-2017 |                |                |                |                |                |                |                |                |       |
| 2ª       | Rai 1           | 2017-2018 |                |                |                |                |                |                |                |                |       |
| 3ª       | Rai 1           | 2018-2019 |                |                |                |                |                |                |                |                |       |
| 4ª       | Rai 1           | 2019-2020 |                |                |                |                |                |                |                |                |       |
| 5ª       | Rai 1           | 2020-2021 |                |                |                |                |                |                |                |                |       |
| 6ª       | Rai 1           | 2021-2022 |                |                |                |                |                |                |                |                |       |
| 7ª       | Rai 1           | 2022-2023 |                |                |                |                |                |                |                |                |       |
| 8ª       | Rai 1           | 2023-2024 |                |                |                |                |                |                |                |                |       |